# Nathalie de Bourtzoff
Nathalie De Bourtzoff (circa 1850 - circa 1930) was net als haar zus Sophie de Bourtzoff een Belgisch-Russische kunstschilderes werkzaam in Brussel in de tweede helft van de 19de eeuw.
De zussen zochten in Brussel naar artistieke contacten en vonden hun weg naar de Etablissements Mommen aan de Liefdadigheidsstraat 37 in Sint-Joost-ten-Node. Mommen oefende een enorme aantrekkingskracht uit op kunstenaars uit het Brusselse, maar ook uit andere steden. Zo konden de zussen via hem en zijn Ateliers een uitgebreid netwerk aan andere kunstenaars, aan schrijvers en mecenassen opbouwen.
Nathalie de Bourtzoff nam tussen 1880 en 1910 deel aan verschillende tentoonstellingen, waarvan enkele in het buitenland. Ze exposeerde geregeld op de Salons Triennaux in Antwerpen, Brussel en Gent, op de salons van de Cercle Artistique et Littéraire, zowel in Brussel als in Namen, op verschillende wereldtentoonstellingen en op enkele kleinere exposities.
Nathalies oeuvre bestaat vooral uit stillevens met dieren, fruit en bloemen en een enkele marine. Portretten en genrestukken zijn slechts weinig vertegenwoordigd. Een speciaal werk is een voorstelling van een studeerkamer met een portretreliëf van Dante Alghieri aan de muur en met op het voorplan een stilleven geïntegreerd met documenten en boeken.